# Орлица (село)
Вижте пояснителната страница за други значения на Орлица.
Орлица е село в Южна България. То се намира в община Кирково, област Кърджали.

## География
Село Орлица е разположено в планински район, на 5 km от гръцката граница. На 1 km от него минава проходът Маказа.

## Население
Преброяване на населението през 2011 г.
Численост и дял на етническите групи според преброяването на населението през 2011 г.:
|                     | Численост | Дял (в %) |
| Общо                | 212       | 100,00    |
| Българи             | 40        | 18,86     |
| Турци               | 0         | 0,00      |
| Цигани              | 0         | 0,00      |
| Други               | 0         | 0,00      |
| Не се самоопределят | 0         | 0,00      |
| Неотговорили        | 170       | 80,18     |

## Други
Старите имена на селото са Протигерово (до 60-те години на 20 век), след това го кръщават с днешното му име Орлица. Турското име е Uzun = Узунци.